# 桂春之輔 (2代目)
二代目 桂 春之輔（かつら はるのすけ、1978年6月1日 - ）は、大阪府大阪市東成区出身の落語家。松竹芸能所属。上方落語協会会員。本名∶坪香 宏。出囃子は『砧』。

## 来歴・人物
大阪市立本庄中学校卒業。大阪市立中央高等学校中退。1996年12月13日に桂春之輔（現・4代目桂春団治）に入門。一門は異なるが同期入門である桂阿か枝、林家染左とともに「三人寄れば何とかなる会」を定期的に開催している。また、毎年11月11日を「壱之輔の日」として天満天神繁昌亭で独演会を行なっている。
2010年代後半より料理に目覚め、手料理の写真を自身のTwitterアカウントに掲載したところ評判となり、「壱之輔（→春之輔）師ェフ」と呼ばれるようになっている。
2023年2月、名前が同音異字だった春風亭一之輔が『笑点』の新レギュラーになった際に何件か「おめでとうございます。」などのメッセージが来る。
2023年5月、師の前名の『桂春之輔』を2代目として襲名。同年11月22日の東京での襲名披露興行には先述の春風亭一之輔が出演した。

## 出演番組
- 「角座てれび落語」（京都チャンネル、不定期放送）